# Susan Andrews
Susan Andrews, född 26 maj 1971, är en australisk friidrottare. Hon deltog vid olympiska sommarspelen 1992 och olympiska sommarspelen 2000.